# 夏国治
夏国治（1928年7月—），男，河北唐山人，中华人民共和国政治人物，曾任地质矿产部副部长，第七、八届全国政协委员。